# Zamenhofov dan
Zamenhofov dan (15. december) je rojstni dan L. L. Zamenhofa, začetnika mednarodnega jezika esperanta. Ta dan mnogo govorcev esperanta počasti z nakupom knjige v tem jeziku. Vrstijo se tudi različne prireditve.